# 目白大学短期大学部
目白大学短期大学部（日语：／ Mejiro Daigaku Tanki Daigakubu *），简称目白短大（めじろたんだい），是一所位于日本东京都新宿区的私立短期大学。

## 概要

### 简介
- 学校最早可以追溯到1923年[1]。短期大学为于1963年开办[1]、由学校法人目白学园经营。招収只女学生从开办[2]。

### 历史
- 1963年 目白学园女子短期大学成立并同时设置英语英文科[1][3]。
- 1964年 两个学科即日语日文科、生活科学科成立[1][3]。
- 1999年 两个学科即日语日文科、英语英文科各自招生最后[1][3]。次年两个学科合并为语言表现学科[1][3]。
- 2000年 改校名为目白大学短期大学部[1]。
- 2002年 今年3月29日日语日文科正式停办[3]。今年4月语言表现学科招生最后[3]。今年7月30日英语英文科正式停办[3]。
- 2003年 儿童学科[注 4]成立[1][3]。
- 2005年 今年3月31日语言表现学科正式停办[3]。
- 2006年 儿童学科[注 4]招生最后[1][3]。
- 2007年 制果学科成立[1][3]。
- 2008年 今年9月30日儿童学科[注 4]正式停办[3]。
- 2010年 商务社会学科成立[1][3]。

### 宪章
- 请参看目白大学短期大学部的标志 （页面存档备份，存于） （日語） 2014年1月17日阅览。

#### 形象角色
- 请参看目白大学短期大学部的形象角色 （页面存档备份，存于） （日語） 2014年1月17日阅览。

## 学校环境
- 校区：在东京都新宿区

## 历任校长
- 佐藤重远：第一代短期大学校长[4]。
- 佐藤弘毅：现在短期大学校长[5]

## 组织

### 学科
- 生活科学科
- 制果学科
- 商务社会学科

### 前学科
- 日语日文科[注 1][注 2]
- 英语英文科[注 1][注 3]
- 儿童学科[注 4][注 5]

### 专科
| - 没有 |

### 业余课程
| - 没有 |

### 附属机关
| - 女子教育研究所：成立于1967年 |

## 知名校友
- 江国香织：小说家
- 圆户由香：自由广播员
- 熊木杏里：唱作人
- 小岛亚由美：女演员，艺人
- 酒井和歌子：女演员，艺人
- 滨田まき：AV女优
- 藤崎奈奈子：女演员，艺人

## 相关链接
- 日本短期大学列表
- 目白大学